# Georg Gänswein
Monsignor Georg Gänswein, född 30 juli 1956 i Riedern am Wald, Landkreis Waldshut, är en tysk romersk-katolsk ärkebiskop. Han var prefekt för det Påvliga Hushållet från 2012 till 2023. Tidigare var Gänswein påve Benedikt XVI:s privatsekreterare.
Den 7 december 2012 utnämndes Gänswein till titulärärkebiskop av Urbs Salvia och biskopsvigningen ägde rum den 6 januari 2013.
Den 24 juni 2024 utnämndes Gänswein till apostolisk nuntie för Litauen, Estland och Lettland.